# Dipartimento di operazioni extranormali
Il Dipartimento di operazioni extranormali,  (Department of Extranormal Operations, DEO), qualche volta nominato anche Dipartimento degli affari metaumani, è un'agenzia governativa immaginaria nell'Universo DC che comparve nei fumetti pubblicati dalla DC Comics. Fu co-creata da Dan Curtis Johnson e J.H. Williams III, che comparve per la prima volta in Batman n. 550 (1998), e fu al centro della serie Chase.

## Biografia dell'organizzazione
Il ruolo della DEO è quello di monitorare coloro che possiedono super poteri extranormali e di prevenire ogni minaccia verso il pubblico. Tuttavia, in Action Comics n. 775 ci furono una coppia di agenti corrotti che furono sconfitti da Superman. Manchester Blac, il leader de L'Elite, suggerì che erano i responsabili della creazione del membro della squadra noto come Menagerie, "Questi tizi dirigono un terzo servizio di immigrazione aliena che prende i limiti della galassia e li trasforma in armi per il più alto offerente".
La DEO fu la responsabile per l'"orfanizzazione" vista in Young Justice, in cui Secret fu tenuta, sebbene una conversazione successiva tra il direttore Bones e l'agente Chase suggerì le condizioni in cui era tenuta non era una politica ufficiale. Un'altra "orfanizzazione" fu vista nella successiva serie di Teen Titans del 1999.
Un dipartimento criminale della DEO tentò di convincere Lanterna Verde a scansionare vari eroi al fine di scovare un super criminale che saltava da un corpo all'altro. In realtà, utilizzarono le informazioni ricevute per creare una nuova versione di Amazo. Chase, Mister Bones, Lanterna Verde ed altri eroi riuscirono a far chiudere la divisione. Amazo finì distrutto e Lanterna Verde eliminò le informazioni rilevanti.

## Operativi
- Mister Bones, direttore esecutivo;
- Agente Sandra "L'orso" Barrett;
- Agente Cameron Chase;
- Agente Kate Spencer;
- Alessandra Taracon;
- Donald Fite e Ishido Maddm occasionali alleati della Young Justice, distaccati dalla A.P.E.S.;
- Sarge Steel, direttore del Dipartimento di affari metaumani, una suddivisione della DEO;